# Guillerval
Guillerval là một xã ở tỉnh Essonne thuộc vùng Île-de-France miền bắc nước Pháp.
Theo điều tra dân số năm 1999, dân số xã này là 708 người. Ước tính dân số năm 2006 là 748.
Danh xưng cư dân địa phương Guillerval trong tiếng Pháp là Guillervallois.